# 로베르타 메촐라
로베르타 메촐라(Roberta Metsola, 1979년 1월 18일 ~ )는 몰타의 정치인이다.

## 생애
1979년 몰타공화국 산질리안에서 태어났으며, 혼전 이름은 로베르타 테데스코 트리카스(Roberta Tedesco Triccas)이다. 몰타대학교에서 법학을 전공하고, 유럽대학교에서 유럽학을 전공하였다. 남편인 우코 메촐라는 핀란드 출신 국민연합당 소속 정치인이며, 이들은 2005년에 몰타에서 결혼식을 올렸다. 2009년 유럽 의회 선거에서 두 명 모두 출마한 이력이 있다.

### 유럽 의회 의원
몰타 국민당과 유럽 국민당 소속이다. 2009년에 출마하였으나 낙선하였고, 2013년부터 유럽 의회에 당선되었으며 2020년 11월 다비드 사솔리가 유럽 의회 의장직을 수행할 당시 유럽 의회 부의장에 임명되었다.

### 유럽 의회 의장
임기 중 사망한 전임자 다비드 사솔리의 뒤를 이어 2022년 1월부터 유럽 의회 의장직을 맡게 되었다.